# Station Kontich-Molenstraat
Het station Kontich-Molenstraat was een spoorwegstation op de vroegere spoorlijn 27B (Weerde - Antwerpen-Zuid) in de gemeente Kontich. In tegenstelling van het huidige station Kontich-Lint lag dit station aan de westkant van Kontich aan de Groeningenlei, het verlengde van de Molenstraat. De halte werd in 1930 in dienst genomen als vervanging voor de iets zuidelijker en uit dienst genomen stopplaats Kontich-Nieuwe Lei.